# Sphingomima manyara
Sphingomima manyara är en fjärilsart som beskrevs av Robert H. Carcasson 1964. Sphingomima manyara ingår i släktet Sphingomima och familjen mätare. Inga underarter finns listade i Catalogue of Life.